# Ernst Cordes
Ernst Cordes (* 10. Februar 1921 in Bad Zwischenahn-Kayhausen; † 2. November 2009) war ein deutscher Verwaltungsangestellter und Politiker (SPD).
Cordes besuchte zwischen 1927 und 1935 die Volksschule und schloss hieran einen Abschluss der einjährigen Handelsschule im Jahr 1936. Vom 1. September 1930 bis 31. März 1939 war er HJ-Angehöriger (u. a. Scharführer). Er absolvierte eine Ausbildung zum Bankkaufmann und wurde zwischen April 1939 und September 1939 in den Reichsarbeitsdienst aufgenommen. Am 1. Februar 1939 beantragte er die Aufnahme in die NSDAP und wurde zum 1. September desselben Jahres aufgenommen (Mitgliedsnummer 7.190.750), was er später in seinem Entnazifizierungsverfahren verschwieg. Cordes war als Soldat der Kriegsmarine zwischen Januar 1941 und Juni 1945 im Kriegsdienst. Nach Ende des Zweiten Weltkrieges machte er eine Umschulung zum Molkereifachmann.
Im Jahr 1962 wechselte er als Verwaltungsangestellter in das Kulturamt der Stadt Oldenburg und trat im April des Jahres 1964 der SPD bei. Seit 1964 war er Ratsherr der Gemeinde  Bad Zwischenahn  und seit 1968 Kreistagsabgeordneter des Landkreises Ammerland. Cordes wurde stellvertretender Landrat und zog für seine Partei in der 7. Wahlperiode (1970–1974) als Abgeordneter in den Niedersächsischen Landtag ein.